# Paltus

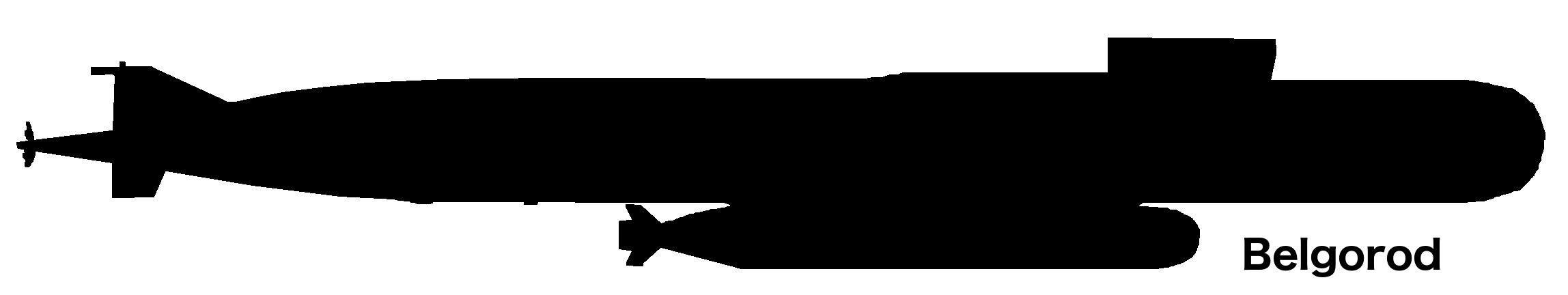
De Paltus onderaan de Belgorod K-329

De Paltus (Russisch: Па́лтус, heilbot) van projekt 1851.1 is een 30 m lange atoomonderzeeboot met 300 registerton waterverplaatsing van de Russische Marine. 
Hij kan duizend meter diep duiken dankzij een romp van titanium.
Die is paramagnetisch en zo ongevoelig voor een magnetische-anomaliedetector of voor magnetische zeemijnen.
De Paltus is de opvolger van de X-Ray AS-23 van projekt 1851. Sergej Bavilin ontwierp de Paltus om op de zeebodem aan onderzeekabels voor data of elektriciteit, onderzeese pijpleidingen voor olie en gas, sonarapparaten en zeemijnen te werken. Hij had eerder de gelijkaardige Pirana van projekt 865 met dieselelektrische aandrijving ontworpen.
Er zijn twee exemplaren van gebouwd: de AS-21 en de AS-35, beide in dienst bij het 29e speciale eskadron onderzeeboten met thuisbasis Olenja Goeba.